# Ichneumon crassipes
Ichneumon crassipes is een vliesvleugelig insect (orde Hymenoptera) uit de familie van de gewone sluipwespen (Ichneumonidae). De wetenschappelijke naam van de soort werd in 1785 gepubliceerd door Étienne Louis Geoffroy.

## Homoniemen
Voor Ichneumon crassipes Cuvier, 1833 zie Ichneumon fernaldae Kittel, 2016